# Štěpánovice (Brno-vidéki járás)
Štěpánovice település Csehországban, a Brno-vidéki járásban. Štěpánovice Lomnice, Předklášteří, Borač, Dolní Loučky, Kaly és Lomnička településekkel határos. Lakosainak száma 496 fő (2024. január 1.).

## Népesség
A település lakosságának változását az alábbi diagram mutatja:
| Lakosok száma | 353  | 321  | 302  | 407  | 432  | 413  | 494  | 521  | 491  | 496  |
|               | 1869 | 1890 | 1921 | 1950 | 1980 | 2001 | 2017 | 2019 | 2022 | 2024 |